# Kampfgeschwader 30
Das Kampfgeschwader 30 war ein Verband der Luftwaffe der Wehrmacht im Zweiten Weltkrieg. Als Kampfgeschwader, ausgestattet mit Bombern vom Typ Junkers Ju 88, führte es Luftangriffe mit Bomben auf zugewiesene Ziele durch. Das Geschwader beteiligte sich am Unternehmen Weserübung, dem Westfeldzug, dem Deutsch-Sowjetischen Krieg, am Luftkrieg im Mittelmeerraum, der Alliierten Invasion in Italien, dem Unternehmen Steinbock und der Abwehr der alliierten Landung in der Normandie. Es spezialisierte sich ab 1942 vollends auf die Schiffsbekämpfung auf hoher See und versenkte Schiffe vom Nordkap bis zum Mittelmeer. Nachdem es im November 1944 auf Jagdflugzeuge vom Typ Messerschmitt Bf 109 umrüstete, änderte sich das Einsatzspektrum des Geschwaders zu dem eines Jagdgeschwaders. Demzufolge erhielt es die neue Bezeichnung Kampfgeschwader (J) 30 (J für Jagd). Noch vor der bedingungslosen Kapitulation der Wehrmacht wurde es am 18. April 1945 aufgelöst.

## Aufstellung
Der Geschwaderstab entstand am 15. November 1939 in Greifswald. Die I. Gruppe bildete sich am 22. September 1939 in Jever (Lage), als die dort stationierte I. Gruppe des Kampfgeschwaders 25 umbenannt wurde. Drei Tage später wechselte die I. Gruppe auf ihren vorgesehenen Heimathorst nach Greifswald (Lage). Eine II. Gruppe entstand am 1. Dezember 1939 in Barth (Lage). Dort wurde auch einen Monat später die III. Gruppe aufgestellt. Im Herbst 1940 entstand die IV. (Ergänzungs-)Gruppe in Ludwigslust (Lage). Die Zerstörerstaffel entstand im Februar 1940 auf dem Fliegerhorst Perleberg (Lage), während die Erprobungsstaffel im Oktober 1940 auf dem Fliegerhorst Amsterdam-Schiphol (Lage) gebildet wurde. Das Geschwader war mit der Junkers Ju 88 und zuletzt mit der Messerschmitt Bf 109 ausgestattet. Die Geschwaderkennung war 4D.

## Gliederung
Der Geschwaderstab führte die I. bis IV. Gruppe, die wiederum in Staffeln unterteilt waren. Die 1. bis 3. Staffel gehörte der I. Gruppe, die 4. bis 6. Staffel der II. Gruppe, die 7. bis 9. Staffel der III. Gruppe und die 10. bis 12. Staffel der IV. Gruppe an. Jede Staffel, geführt durch einen Staffelkapitän, war in drei Schwärme mit je vier Flugzeugen unterteilt. Daraus ergab sich eine Sollstärke der Bombergruppe von 36 Flugzeugen in den drei Staffeln + ein Flugzeug für den Gruppenkommandeur. Dies ergab bei vier Bombergruppen eine Sollstärke von 148 Flugzeugen, + 4 Flugzeuge für den Geschwaderkommodore und seinen Stab. Des Weiteren gab es noch eine Erprobungsstaffel und zeitweise eine Zerstörerstaffel mit je 12 Flugzeugen. Daraus ergibt sich eine zeitweise Sollstärke von 176 Flugzeugen. Die IV. Gruppe war eine Ergänzungsgruppe und nahm in der Regel nicht an Kampfeinsätzen teil. In ihr wurden frisch ausgebildete oder rekonvaleszente Flieger eine Zeitlang an die Frontbedingungen gewöhnt und geschult, bevor sie in eine der drei Einsatzgruppen wechselten. Darum hatte sie meist ihren Standort in der Heimatbasis des jeweiligen Geschwaders.
Nachdem das Geschwader ab dem 23. November 1944 die Bezeichnung Kampfgeschwader (J) 30 erhielt und damit de facto ein Jagdgeschwader war, änderte sich die Gliederung. Der Geschwaderstab führte die I. bis IV. Gruppe, die wiederum in je 3 Staffeln und dem Gruppenstab unterteilt waren. Jede Staffel bestand aus vier Schwärmen, die wiederum in zwei Rotten zu je zwei Jagdflugzeugen unterteilt war. Daraus ergab sich eine Sollstärke der Kampfgruppe (J) von 48 Flugzeugen in den drei Staffeln + vier Flugzeuge für den Gruppenkommandeur und seinen Stab. Dies ergab bei vier Kampfgruppen (J) eine Sollstärke von 208 Flugzeugen + 4 Flugzeuge für den Geschwaderkommodore und seinen Stab.

## Geschichte

### Luftkrieg über der Nordsee
Die am 22. September in Jever gebildete I. Gruppe nahm am Überfall auf Polen nicht teil. Sie unterstand zu dieser Zeit der 3. Fliegerdivision der Luftflotte 2 im Westen. Als erster Verband der deutschen Luftwaffe hatte sie die neue Junkers Ju 88 in der Version A-1 erhalten. Dieser zweimotorige Bomber erreichte mit seinen zwei Junkers-V12-Motoren Jumo 211 B-1 mit je 1.175 PS Startleistung, eine Höchstgeschwindigkeit von 460 km/h und eine Bombenlast von 2400 kg. Mit diesem Bomber griff sie von Jever aus alliierte Schiffe in der Nordsee an. Vom 25. zum 26. September stieß dabei ein britischer Flottenverband mit den Schlachtschiffen Nelson und Rodney, den Schlachtkreuzern Hood und Renown, dem Flugzeugträger Ark Royal, den Kreuzern Norfolk, Newcastle und Edinburgh und den Zerstörern der 4. und 8. Z-Flottille in die mittlere Nordsee vor. Vier Junkers Ju 88 der I. Gruppe erzielten einen Abpraller auf der Hood und einen Nahtreffer bei der Ark Royal. Am 16. Oktober griff sie im Firth of Forth (Lage) die Leichten Kreuzer Southampton und Edinburgh sowie den Zerstörer Mohawk an, erzielte zwar Treffer, welche aber Blindgänger waren und die Schiffe nur leicht beschädigten. Die Briten schossen zwei Flugzeuge ab, darunter das des Gruppenkommandeurs Helmut Pohle, der verletzt in Kriegsgefangenschaft geriet. Einen Tag später flog sie einen Angriff auf die britische Flottenbasis Scapa Flow, bei der die Iron Duke von Bomben getroffen und auf Grund gesetzt werden musste.

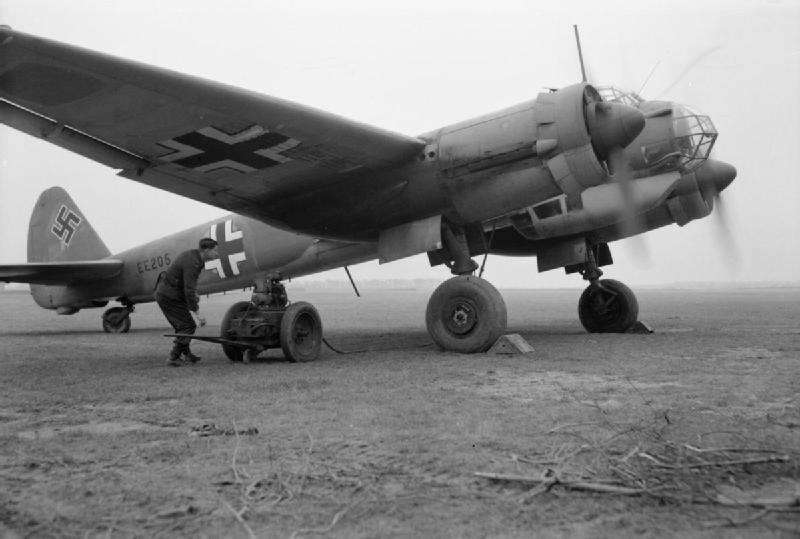
Von den Briten erbeutete Junkers Ju 88A-4 der 3. Staffel KG 30.

### Überfall auf Dänemark und Norwegen
Bei Beginn des Überfalls auf Dänemark und Norwegen ab dem 9. April 1940, lag das Geschwader mit der I. und II. Gruppe in Westerland (Lage) und der III. Gruppe in Marx. (Lage) Hier war es dem X. Fliegerkorps unterstellt, dem alle Fliegerkräfte in diesem Feldzug unterstanden. Am 9. April 1940 griffen 47 Kampfflugzeuge des Kampfgeschwaders 30 und 26 in der Nordsee eine britische Kreuzergruppe mit den Kreuzern Southampton, Manchester, Glasgow, Sheffield und Aurora, zusammen mit den Zerstörern Afridi, Gurkha, Sikh, Mohawk, Somali, Matabele und Mashona an. Dabei versenkten sie, unter Verlust von vier Kampfflugzeugen, den Zerstörer Gurkha (Lage) und beschädigten die Southampton und Glasgow leicht. Unter den Gefallenen befand sich auch der Gruppenkommandeur der III. Gruppe, Hauptmann Siegfried Mahrenholtz, dessen Junkers Ju 88A-1 von der Schiffsflak getroffen in den Skagerak stürzte. Am 17. April traf die II. Gruppe erneut auf eine britische Kriegsschiffgruppe, bestehend aus dem Schweren Kreuzer Suffolk und den Zerstörern Kipling, Janus, Juno und Hereward, die gerade mit ihrer Artillerie den Seefliegerhorst Stavanger angriffen. Aufgrund mehrerer Bombentreffer auf der Suffolk sank ihr Achterdeck unter die Wasserlinie und wurde überflutet. Sie konnte sich aber, ebenso wie die beschädigte Kipling nach Großbritannien retten. Bereits am nächsten Tag griffen Flugzeuge der II. Gruppe bei Narvik das britische Schlachtschiff Resolution an. Eine 1000-kg-Bombe traf das Schiff und durchschlug drei Decks, bevor sie explodierte. Die Resolution konnte sich mit Beschädigungen retten.

### Westfeldzug
Zum Beginn des Westfeldzuges verlegte die I. und II. Gruppe nach Oldenburg (Lage), während die III. in Marx blieb. Das Geschwader war dem IV. Fliegerkorps der Luftflotte 2 unterstellt und unterstützte das Vorgehen des Heeres gegen die Niederlande. Nach der Kapitulation der niederländischen Truppen verlegte die I. Gruppe nach Amsterdam-Schiphol (Lage), wo sie bis zur französischen Kapitulation verblieb. Am 17. Juni versenkten Junkers Ju 88 der II. Gruppe von Le Culot (Lage) aus, in der Loiremündung den britischen Truppentransporter Lancastria (Lage). Dabei kamen zwischen 3500 und 6500 alliierte Soldaten ums Leben.

### Luftschlacht um England
Danach nahm es im Rahmen des X. Fliegerkorps der Luftflotte 5 an der Luftschlacht um England teil. Dazu war es anfangs im dänischen Aalborg-West (Lage) und Grove (Lage) stationiert. Ab September 1940 verlegten die Gruppen in das niederländische Gilze Rijen (Lage) und Amsterdam-Schiphol, wo sie bis Frühjahr 1941 blieben. Bis Mai 1941 bekämpfte das Geschwader, Industrieziele auf der Britischen Insel.

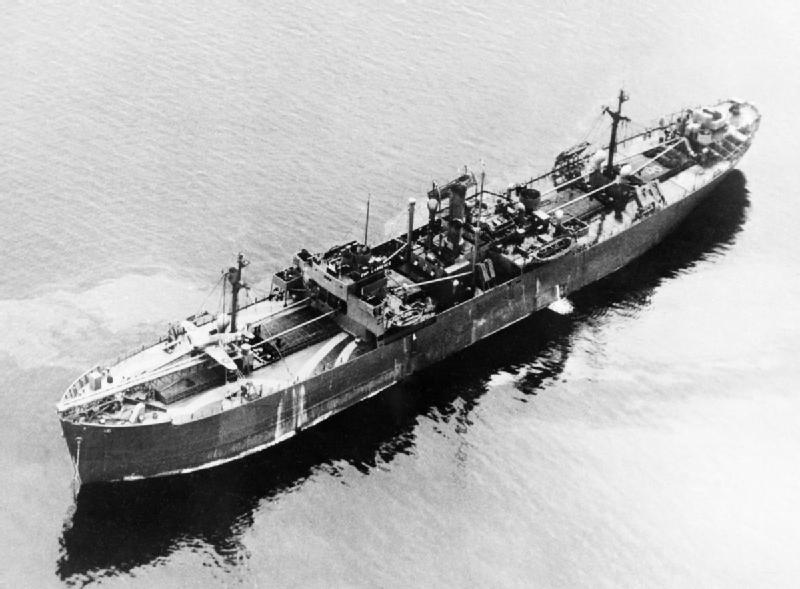
Die Empire Lawrence wurde beim Angriff auf den PQ 16 versenkt.

### Luftkrieg im Mittelmeerraum 1941
Die III. Gruppe verlegte am 22. Februar 1941 auf den Flugplatz Gerbini auf Sizilien in Italien. Dort unterstand sie dem X. Fliegerkorps und griff von hier aus in den Griechisch-Italienischen Krieg ein und nahm später am deutschen Angriff auf Griechenland teil. Infolgedessen griff sie am 23. März südöstlich von Kreta den von Piräus nach Ägypten laufenden Geleitzug AS 21 an und versenkten die griechische Embiricos Nicolaos (Lage) und den norwegischen Tanker Solheim (Lage). Nachdem das Deutsche Reich am 6. April 1941 dem Königreich Griechenland den Krieg erklärt hatte, flog die 7. Staffel in der folgenden Nacht einen Luftangriff auf den Hafen von Piräus. Der Staffelkapitän, Hauptmann Hans-Joachim Herrmann traf die mit Sprengstoff beladene Clan Fraser mit einer Bombe mit verzögerter Zündung, die am 7. April um 3:15 Uhr explodierte und auch das noch nicht entladene TNT zur Detonation brachte. Die Häuser in Piraeus wurden erschüttert und noch im 14 km entfernten Psychiko barsten die Scheiben. Verstreute heiße Trümmerteile steckten Häuser im Hafen in Brand. Die zerstörte Clan Fraser sank, sechs Männer starben und neun wurden verwundet, während der Kapitän J. H. Giles überlebte. Sechs Handelsschiffe, 60 Leichter und 25 Kaikis wurden zerstört. Auch ein Munitionsleichter und ein Munitionszug wurden vernichtet.

### Luftkrieg über dem Nordmeer
1941
Vom Angriff auf die Sowjetunion war zunächst nur die II. Gruppe im norwegischen Banak (Lage) betroffen, die dem Fliegerführer Nord der Luftflotte 5 unterstellt war. Der Stab, die I. und III. Gruppe blieben als Teil des IX. Fliegerkorps der Luftflotte 3 in Eindhoven (Lage), Villaroche (Lage) und Évreux (Lage) stationiert. Ab September 1941 verlegte die I. Gruppe und ab Januar 1942 die III. Gruppe und der Stab nach Norwegen. Dort bekam das Geschwader Flugplätze in Stavanger (Lage), Bardufoss (Lage) und Banak zugewiesen. Von dort griff es unter anderen in die Kämpfe am Polarkreis zur Eroberung von Murmansk ein.
1942
Zu Beginn des Jahres 1942 war das Geschwader auf verschiedene Flugplätze und Kriegsschauplätze verteilt. Im Frühjahr 1942 wurde das Geschwader dann in Nordnorwegen versammelt, um von dort aus gegen die alliierten Geleitzüge nach Murmansk und Archangelsk zu operieren. Die I. und II. Gruppe erhielten ihre Befehle vom Fliegerführer Nord (Ost), während die III. Gruppe dem Fliegerführer Lofoten zugeteilt war. Inzwischen war es auf die Junkers Ju 88 in der Version A-4 umgerüstet worden. Diese bot gegenüber der bisher verwendeten A-1 mit ihren verbesserten Jumo 211 J-Motoren 700 PS mehr Startleistung, 80 km/h mehr Höchstgeschwindigkeit und 600 kg mehr Bombenlast.

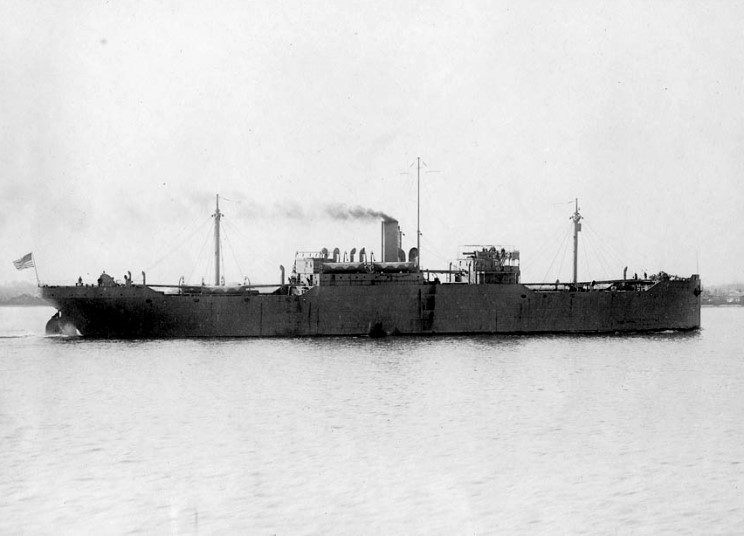
Die Mary Luckenbach wurde beim Angriff auf den PQ 18 versenkt.

Am 28. März 1942 versenkten Junkers Ju 88 der III. Gruppe aus dem Nordmeergeleitzug PQ 13 die Frachter Raceland mit 4815 BRT (Lage) und Empire Ranger mit 7007 BRT (Lage). Weitere Frachtschiffe des PQ 13 zerstörte das Geschwader am 3. April im Hafen von Murmansk, darunter die New Westminster City (4747 BRT), Tobruk (7048 BRT) und Empire Starlight (6850 BRT). Bei dem, im April 1942, in Gegenrichtung laufenden Konvoi QP 10 versenkte wiederum die III. Gruppe die Frachter Empire Cowper mit 7164 BRT (Lage) und Harpalion mit 5486 BRT (Lage). Am 13. Mai 1942 beschädigte eine Junkers Ju 88 der III./KG 30 bei einem Luftangriff im Nordmeer, den britischen Leichten Kreuzer Trinidad (Lage) so schwer, dass dieser durch eigene Begleitschiffe versenkt werden musste. Bei der Bekämpfung des alliierten Geleitzuges PQ 16 im Mai 1942 versenkte die III. Gruppe die Frachter Mormacsul, Empire Lawrence, Empire Purcell (Lage) und beschädigte die Alamar so schwer, dass sie später selbst versenkt werden musste.
Anfang Juli bekämpften alle drei Gruppen des Kampfgeschwaders den Geleitzug PQ 17. Aus diesem versenkte es die Frachter Washington (5564 BRT), Bolton Castle (5203 BRT), Pan Kraft (5644 BRT), Peter Kerr (6476 BRT), Fairfield City (5686 BRT) und das Rettungsschiff Zaafaran (1559 BRT). Weitere Schiffe wurden beschädigt und danach von U-Booten versenkt. Beim nachfolgenden Geleitzug PQ 18 versenkte es den US-amerikanischen Frachter Mary Luckenbach (Lage), der unter anderen mit 1000 Tonnen TNT beladen war. Dabei kamen 64 Besatzungsangehörige ums Leben. Am 13. September beteiligte sich das Geschwader an den deutschen Angriffen gegen den alliierten Geleitzug PQ 18, die Angriffe gingen bis zum 18. September weiter.

### Luftkrieg im Mittelmeerraum 1943
Im Juli/August 1942 lag die I. Gruppe in Saint-André-de-l’Eure. Am 28. Oktober stürzte der Gruppenkommandeur der I. Gruppe, Major Alexander vom Blomberg, mit seiner Junkers Ju 88A-4 (Geschwaderkennung 4D+AB) bei einem Testflug nahe Bardi 45 km südlich von Piacenza ab und verstarb. Ende Oktober verlegte die I. Gruppe ins finnische Kemi (Lage), wo sie bis zum August 1943 stationiert blieb. Ab November 1942 verlegten die II. und III. Gruppe des Geschwaders nach Comiso (Lage) auf Sizilien, um im Mittelmeer alliierte Nachschubkonvois zu bekämpfen. Dort fiel am 14. Januar der Gruppenkommandeur der II. Gruppe, Hauptmann Erich Stoffregen, als der auf seinem Werkstattflug mit seiner Junkers Ju 88A-4 (Geschwaderkennung 4D+AC) nahe Comiso abstürzte. Am 19. März griffen Teile des Kampfgeschwaders 30, zusammen mit Teilen der Kampfgeschwader 77 und 54 den Hafen von Tripolis an. Unter der erstmaligen Verwendung von Kreisläufer-Torpedos wurden die britische Ocean Voyager (7174 BRT) und die griechische Varvara (1354 BRT) versenkt und der Zerstörer Derwent so stark beschädigt, dass er zum Totalverlust erklärt wurde. Nach der alliierten Invasion in Italien griff es, sich langsam zurückziehend, in der Folge in die Kämpfe um Sizilien und das italienische Festland ein.

### Westfront 1944
Von Anfang 1944 bis Mai 1944 nahmen die I. von Eindhoven (Lage) und die II. Gruppe von St. Trond (Lage) aus, mit ihren Junkers Ju 88, am Unternehmen Steinbock teil. Die III. Gruppe war zur Auffrischung in Deutschland. Nach der alliierten Landung in der Normandie griffen ab Juli 1944 die I. Gruppe von Le Culot und die II. von Couvron (Lage) in die Abwehrkämpfe ein. Dabei fiel am 12. Juli 1944 der Gruppenkommandeur der I. Gruppe, Hauptmann Erich Baumgartl, als seine Junkers Ju 88S-3 (Geschwaderkennung 4D+AH) von einem britischen Nachtjäger Mosquito nahe Barentin abgeschossen wurde. Das Geschwader musste sich dem allgemeinen Rückzug anschließen und änderte seine Liegeplätze häufig.

### Reichsverteidigung 1944/45
Ab November 1944, wurde es in Kampfgeschwader (J) 30 umbenannt (das (J) stand für Jagd) und im tschechischen Raum auf Jagdmaschinen umgerüstet. Da die eigentlich vorgesehenen Messerschmitt Me 262 nicht zur Verfügung standen, erhielt es stattdessen die Messerschmitt Bf 109G. Dieser einmotorige Jäger mit seinem 12-Zylinder-V-Motor Daimler-Benz DB 605 A erreichte bei 1475 PS Startleistung eine Höchstgeschwindigkeit von 630 km/h und war mit zwei 13-mm-MG-131 über dem Motor und ein durch die Propellernabe feuerndes 20-mm-MG 151/20 bewaffnet.
Zu dieser Zeit war es dem IX. Fliegerkorps, ab 26. Januar 1945 in 9. Flieger-Division umbenannt, der Luftflotte 10 unterstellt. Am 18. April 1945 wurde das Geschwader aufgelöst.

## Kommandeure

### Geschwaderkommodore
| Dienstgrad     | Name                           | Zeit                                  |
| -------------- | ------------------------------ | ------------------------------------- |
| Oberstleutnant | Walter Loebel                  | 15. November 1939 bis 16. August 1940 |
| Oberst         | Herbert Rieckhoff              | 17. August 1940 bis 20. Oktober 1940  |
| Major          | Erich Bloedorn                 | Oktober 1940 bis Mai 1943             |
| Oberstleutnant | Wilhelm Kern                   | 18. Mai 1943 bis 10. September 1943   |
| Oberstleutnant | Sigmund-Ulrich von Gravenreuth | September 1943 bis 16. Oktober 1944   |
| Oberst         | Bernhard Jope                  | 17. Oktober 1944 bis März 1945        |
| Oberstleutnant | Hanns Horst Heise              | März 1945 bis 18. April 1945          |

### Gruppenkommandeure
I. Gruppe
- Hauptmann Helmut Pohle, 22. September 1939 bis 16. Oktober 1939[35]
- Major Fritz Doench, 17. Oktober 1939 bis 31. Juli 1940[36]
- Hauptmann Heinrich Lau, Oktober 1940 bis Juli 1941[37]
- Hauptmann Werner Baumbach, 27. Juli 1941 bis April 1942[38]
- Hauptmann Jakob Schmidt, April 1942 bis 26. April 1942 †[39]
- Hauptmann Konrad Kahl, 26. April 1942 bis 13. November 1942[40]
- Oberst Alerich Hofmann, 13. November 1942 bis 28. Dezember 1942 †[41]
- Hauptmann Helmut Weinreich, 19. Februar 1943 bis 8. September 1943[42]
- Major Alexander Freiherr von Blomberg, 9. September 1943 bis 28. Oktober 1943 †[43]
- Hauptmann Günter Schulz, November 1943 bis 16. Februar 1944[44]
- Hauptmann Erich Baumgartl, 17. Februar 1944 bis 12. Juli 1944 †[45]
- Major Carl-Heinz Antonius Greve, 1. März 1945 bis 3. Mai 1945[46]

II. Gruppe
- Hauptmann Claus Hinkelbein, 17. November 1939 bis Juni 1940[47]
- Hauptmann Karl-Joachim von Szymonski, Juni 1940 bis 8. Oktober 1940 †[48]
- Hauptmann Erich Hass, 9. Oktober 1940 bis 16. Oktober 1940[49]
- Hauptmann Eberhard Roeger, 17. Oktober 1940 bis 3. Juli 1941 †[50]
- Hauptmann Sigmund-Ulrich Freiherr von Gravenreuth, 26. Juli 1941 bis 11. April 1942[51]
- Hauptmann Erich Stoffregen, 11. April 1942 bis 14. Januar 1943 †[52]
- Hauptmann Adolf von Harnier, Januar 1943 bis 17. Juni 1943[53]
- Major Ernst Pflüger, 17. Juni 1943 bis 20. April 1944[54]
- Hauptmann Klaus Hollmann, 21. April 1944 bis 24. Juli 1944[55]
- Hauptmann Carl-Heinz Antonius Greve, 25. Juli 1944 bis 1. März 1945[56]

III. Gruppe
- Hauptmann Siegfried Mahrenholtz, 1. Januar 1940 bis 9. April 1940 †[57]
- Hauptmann Gerhard Kollewe, 10. April 1940 bis 13. August 1940[58]
- Major Johannes Hackbarth, 20. Juli 1940 bis 9. September 1940[59]
- Hauptmann Arved Crüger, 10. November 1940 bis 31. August 1941[60]
- Major Martin Schumann, 26. Juli 1941 bis 30. August 1941[61]
- Hauptmann Hans-Joachim Herrmann, 1. September 1941 bis 19. Juli 1942[62]
- Major Werner Baumbach, 20. Juli 1942 bis Dezember 1942[63]
- Hauptmann Helmut Störchel, Dezember 1942 bis 1944[64]
- Hauptmann Karl-August Fecht, Februar 1944 bis Mai 1944[65]

IV. Gruppe
- Hauptmann Heinrich Paepke, 27. Oktober 1940 bis 9. Februar 1941
- Hauptmann Martin Schumann, 10. Februar 1941 bis 8. Juni 1942[66]
- Major Heinrich Lau, 9. Juni 1942 bis 11. September 1942[67]
- Hauptmann Gerhard Molkentin, 1. Oktober 1942 bis 16. Januar 1943[68]
- Major Konrad Kahl, 13. November 1942 bis 26. Juli 1943[69]
- Major Wilhelm Kuschke, 27. Juli 1943 bis 23. November 1944[70]

## Auszeichnungen
Bekannte Träger des Ritterkreuz des Eisernen Kreuzes oder höherer Stufen des Kampfgeschwaders 30.
| Name                            | Dienstgrad     | Einheit    | Ritterkreuz   | Eichenlaub    | Schwerter     |
| ------------------------------- | -------------- | ---------- | ------------- | ------------- | ------------- |
| Baumbach, Werner                | Leutnant       | 1./KG 30   | 8. Mai 1940   | 14. Juli 1941 | 16. Aug. 1942 |
| Crüger, Arved                   | Hauptmann      | 5./KG 30   | 14. Juni 1940 |               |               |
| Doensch, Fritz                  | Major          | I./KG 30   | 14. Juni 1940 |               |               |
| Eichloff, Otto                  | Feldwebel      | 4./KG 30   | 16. Aug. 1940 |               |               |
| Gravenreuth, Sigmund-Ulrich von | Oberleutnant   | 1./KG 30   | 24. Nov. 1940 |               |               |
| Hinkelbein, Claus               | Major          | II./KG 30  | 19. Juni 1940 |               |               |
| Kahl, Konrad                    | Hauptmann      | I./KG 30   | 18. Aug. 1942 |               |               |
| Loebel, Walter                  | Oberstleutnant | Stab/KG 30 | 29. Juli 1940 |               |               |
| Paulsen, Karl-August            | Oberleutnant   | 9./KG 30   | 29. Feb. 1944 |               |               |
| Schultz, Wilhelm                | Feldwebel      | 6./KG 30   | 19. Juni 1940 |               |               |
| Stoffregen, Erich               | Hauptmann      | II./KG 30  | 13. Aug. 1942 |               |               |
| Störchel, Helmut                | Major          | III./KG 30 | 22. Nov. 1943 |               |               |
| Weinreich, Helmut               | Hauptmann      | 7./KG 30   | 21. Jan. 1943 |               |               |
| Wieting, Franz                  | Oberleutnant   | 6./KG 30   | 19. Juni 1940 |               |               |

## Bekannte Geschwaderangehörige
- Arved Crüger (1911–1942), war Ehemann der Schauspielerin Carola Höhn
- Kurt Dahlmann (1918–2017), war von 1958 bis 1978 Chefredakteur der Allgemeinen Zeitung in Namibia
- Richard Frodl (1921–2002), war von 1977 bis 1982 als Generalleutnant der Luftwaffe der Bundeswehr, Amtschef des Luftwaffenamtes
- Carl-Heinz Antonius Greve (1920–1998), war ab 1974 als Generalleutnant der Luftwaffe der Bundeswehr, Commander der 4. Allied Tactical Air Force (ATAF)
- Hanns Horst Heise (1913–1992), war ab Oktober 1968 als Brigadegeneral der Luftwaffe der Bundeswehr, Kommandeur des Deutschen Luftwaffenkommandos USA/Kanada
- Claus Hinkelbein (1909–1967), war von 1966 bis 1967 als Generalmajor der Luftwaffe der Bundeswehr, Kommandeur der 4. Luftwaffendivision
- Wolfgang Kessler (1922–2020), war von 1977 bis 1983 als Generalmajor der Luftwaffe der Bundeswehr, Befehlshaber im Wehrbereich VI
- Herbert Rieckhoff (1898–1948), war Autor des Buches Trumpf oder Bluff?, 12 Jahre Deutsche Luftwaffe
- Herbert Schneider (1915–1995), war von 1947 bis 1962 für die DP und die CDU  Mitglied der Bremischen Bürgerschaft und von 1953 bis 1961 und 1969 bis 1972 Mitglied des Deutschen Bundestages
- Werner Schultze von Langsdorff (1899–1940), war ein Schriftsteller und Luftfahrtingenieur.
- Peter Wilhelm Stahl (1913–2001), war Oberstleutnant der Luftwaffe der Bundeswehr und Luftfahrtautor